# Robert Wayne Thomason
Robert Wayne Thomason (5 novembre 1952 Tulsa, Oklahoma,États-Unis - 5 novembre 1995, Paris, France) est un mathématicien américain qui a travaillé sur la K-théorie algébrique. Il prouve que toutes les machines spatiales à boucle infinie sont en quelque sorte équivalentes et apporte des progrès sur la conjecture de Quillen-Lichtenbaum.

## Biographie
Thomason fait ses études de premier cycle à l'Université d'État du Michigan et obtient un BS en mathématiques en 1973. Il termine son doctorat à l'Université de Princeton en 1977, sous la direction de John Moore. De 1977 à 1979, il est C.L.E. Moore Instructor au Massachusetts Institute of Technology, et de 1979 à 1982, il est professeur assistant Dickson à l'Université de Chicago. Après avoir passé un an à l'Institute for Advanced Study, il est nommé professeur à l'Université Johns-Hopkins en 1983.
Thomason souffre de diabète et début novembre 1995, juste avant son 43e anniversaire, il entre en état de choc diabétique et meurt dans son appartement parisien.